# 서석재
서석재(徐錫宰, 1935년 2월 15일 ~ 2009년 12월 26일)는 대한민국의 정치인이다. 호는 상암(想岩)이다.

## 생애
서석재는 1935년 2월 15일에 경상남도 창원에서 태어났다. 1957년에 동아대 경제학과를 졸업하고 동아고 교사로 재직하였다. 1968년에 신민당의 총재인 김영삼의 비서관으로 정계에 입문하였다. 상도동계의 좌장격인 최형우와 함께 2인자로 불렸다.
생전 그의 신장은 164cm이고 그렇게 단신임에도 온몸을 던져 YS를 보좌하는 모습 때문에 '작은 거인'으로도 불렸다. 1987년에 김영삼과 김대중이 창당한 통일민주당에 입당하였고 사무총장으로 활동하던 중 1989년에 동해시 재선거의 후보를 매수했다는 혐의로 구속되었다. 이 사건으로 서석재는 탈당하였고 궁지에 몰린 김영삼이 1990년 3당합당에 참여하게 하는 결정적 계기가 되었다는 분석도 있다.
1992년에 제14대 총선 출마를 선언하고 사하구에 무소속으로 출마하여 당선되었고 이후 민주자유당에 입당하여 사조직 '나라사랑실천본부'를 관리하며 김영삼을 대통령으로 당선시키는데 결정적인 역할을 했다. 그러나 1993년에 동해시 재선거 후보 매수 사건에 대한 대법원의 확정판결로 의원직을 상실하였다. 하지만 1994년 12월에 김영삼의 신뢰로 총무처 장관에 임명되었다.
1995년에 장관 재직 중 노태우의 4000억원의 비자금이 있다고 주장하였다가 민정계의 반발로 장관직에서 사퇴하였다. 그러나 이후 박계동이 주장한 노태우와 전두환의 5000억원의 비자금을 폭로하게 하여 전직 대통령 비자금 사건 수사 및 군사 정권에 대한 재판을 이끌어냈다.
1997년에 제15대 대선을 앞두고 김영삼과 이회창 사이에 감정이 악화되자 그는 신한국당을 탈당하고 이인제가 창당한 국민신당에 입당하였고 최고위원이 되었다. 이는 이인제의 출마와 함께 이회창에게 큰 타격을 주었다.
이후 국민신당과 새정치국민회의의 통합으로 새정치국민회의 부총재를 지냈으며 2000년에 제16대 총선에 무소속으로 출마하였으나 낙선하였다. 2009년 12월 26일에 75세를 일기로 사망하였다.

## 학력
- 1950년 부산중학교 졸업
- 1953년 부산고등학교 졸업
- 1957년 동아대학교 경제학 학사

## 경력
- 동아고등학교 교사
- 신민당 총재비서관
- 신민당 조직국장
- 민주한국당 조직위원회 부위원장
- 민주한국당 원내부총무
- 민주한국당 정무위원
- 통일민주당 사무총장
- 통일민주당 조직강화특별위원회 위원장
- 통일민주당 당무위원
- 민주자유당 당무위원
- 제29대 총무처 장관
- 국민신당 최고위원
- 국회 산업자원위원회 위원장
- 새정치국민회의 부총재
- 국민통합21 선거대책위원회 고문단장
- 국민통합21 상임고문
- 열린우리당 특임고문(2005년 12월~2006년 1월)
- 대통합민주신당 특임고문
- 이투데이 대표이사 회장

## 역대 선거 결과
|  | 39.06% |

|  | 51.74% |

|  | 58.71% |

|  | 44.73% |

|  | 64.41% |

|  | 13.96% |

## 소속 정당
| 소속 정당 | 소속 정당      | 소속 기간 | 비고                |
| --------- | -------------- | --------- | ------------------- |
|           | 민중당         | 1966~1967 | 정계 입문           |
|           | 신민당         | 1967~1969 | 합당                |
|           | 무소속         | 1969      | 자진 정당 해산      |
|           | 신민당         | 1969~1980 | 정당 재등록         |
|           | 무소속         | 1980~1981 | 정당 해산           |
|           | 민주한국당     | 1981~1985 | 창당                |
|           | 무소속         | 1985      | 탈당                |
|           | 신한민주당     | 1985~1987 | 창당                |
|           | 무소속         | 1987      | 탈당                |
|           | 통일민주당     | 1987~1990 | 합당                |
|           | 민주자유당     | 1990~1991 | 합당                |
|           | 무소속         | 1991~1992 | 탈당                |
|           | 민주자유당     | 1992~1995 | 복당                |
|           | 신한국당       | 1995~1997 | 당명 변경           |
|           | 무소속         | 1997      | 탈당                |
|           | 국민신당       | 1997~1998 | 창당                |
|           | 새정치국민회의 | 1998~2000 | 합당                |
|           | 새천년민주당   | 2000      | 합당                |
|           | 무소속         | 2000~2002 | 탈당                |
|           | 국민통합21     | 2002      | 입당                |
|           | 무소속         | 2002~2005 | 탈당                |
|           | 열린우리당     | 2005~2007 | 입당                |
|           | 대통합민주신당 | 2007      | 합당                |
|           | 무소속         | 2007~2009 | 탈당 정계 은퇴 사망 |

## 같이 보기
- 서구 (1963년 부산 선거구)
- 서구·사하구
- 사하구 (선거구)
- 사하구 갑
- 부산 서구의 국회의원
- 부산 사하구의 국회의원
- 대한민국의 행정안전부 장관